# Fiona Crawford
Pour les articles homonymes, voir Crawford.
Fiona Crawford (Sydney, Nouvelle-Galles du Sud, 21 février 1977 - ) est une joueuse de softball australienne. En 2000, elle remporta une médaille d'argent aux Jeux olympiques de Sydney, puis en 2004, elle remporta une médaille d'argent en softball aux Jeux olympiques d'Athènes avec l'équipe australienne de softball.